# SV Wacker Burghausen
Sportverein Wacker Burghausen (SV Wacker Burghausen) – niemiecki klub piłkarski założony w 1930 z siedzibą w Burghausen, występujący w Regionallidze Bayern. Oprócz sekcji piłki nożnej istnieją jeszcze sekcję tenisa, pływania, sportów walki oraz piłki ręcznej